# 歩兵第4連隊

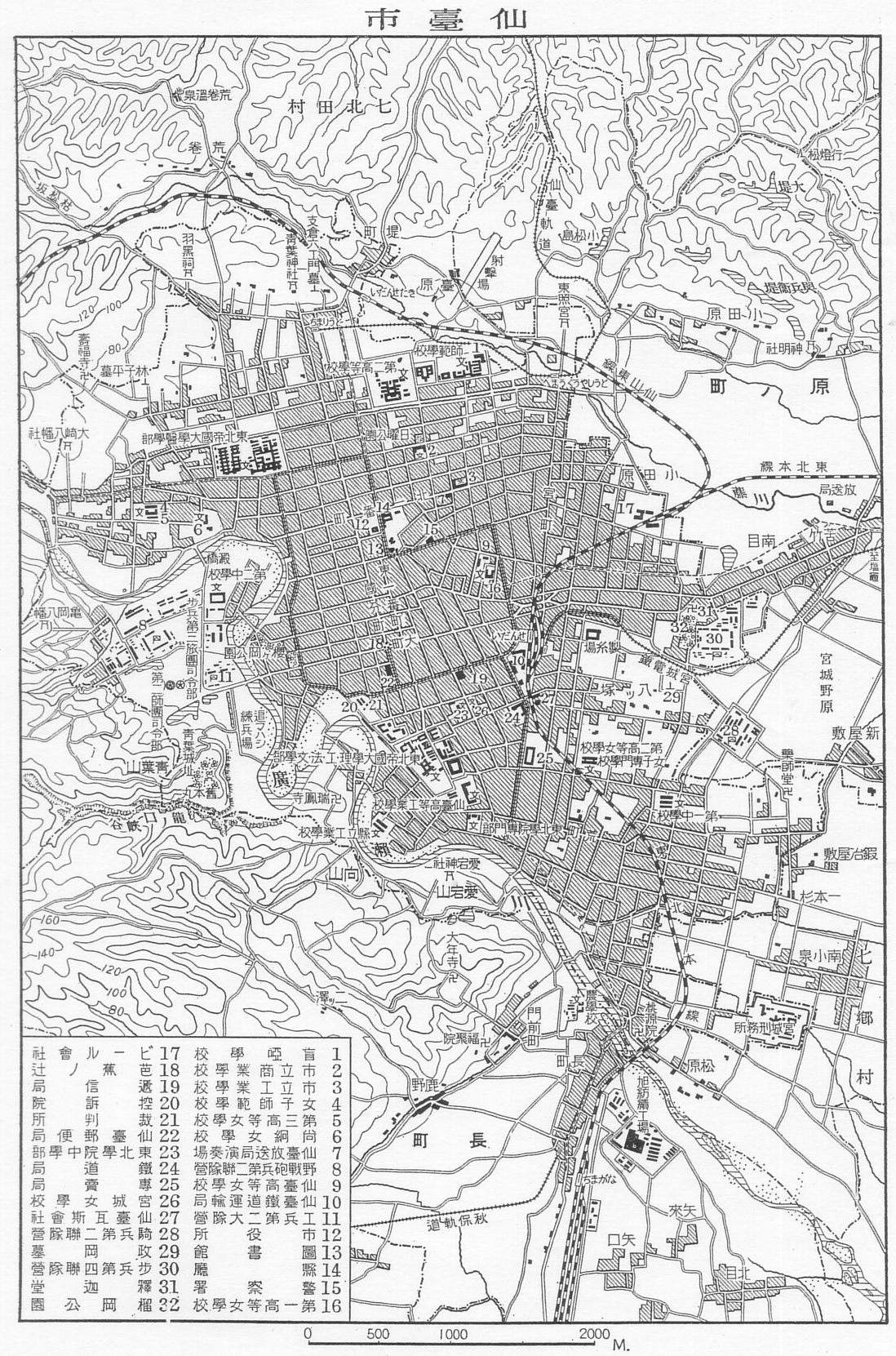
1927年（昭和2年）頃の仙台市および近郊。地図の中央右の30番が步兵第4連隊営で、現在は榴岡公園。第2師団司令部は地図の中央左の仙台城二の丸にあり、周辺にも陸軍の施設が集中した。

歩兵第4連隊（ほへいだい4れんたい、旧字体：步兵第四聯隊󠄁）は、大日本帝国陸軍の連隊のひとつで、1875年から1945年まであった。宮城県仙台市の榴岡に営所を置いた。現在の宮城野区、榴岡公園である。

## 歴史

### 連隊の発足
仙台城には1871年（明治4年）から東北鎮台が置かれていた。これが1873年（明治6年）に全国6鎮台の一つとしての仙台鎮台に改組したとき、従来の2番大隊（8個小隊）にかえて、歩兵連隊を置くことになった。1874年（明治7年）に榴ヶ岡に歩兵営が建てられ、仙台城から2番大隊が移転した。続いて1875年（明治8年）に歩兵第4連隊が発足した。鎮台司令部が仙台城、連隊が榴ヶ岡、と場所を分けたのは、仙台城の地形に理由がある。仙台城は前を広瀬川、背後を山に拠る要害だが、川の氾濫時に交通途絶し、部隊が出動できなくなるおそれがあった。そのため、川を隔てて街道に近い榴ヶ岡に連隊を置いたのである。

### 復員とその後
第2次世界大戦の後、陸軍の解体にともなって復員（解散）した。兵舎は終戦後に進駐軍が利用し、その後東北管区警察学校となっていたが、榴岡公園の整備計画に合わせ1棟を外観を復元して現在の場所に移築した。建物は仙台市歴史民俗資料館として公開されている。また宮城県内に現存する最古の擬洋風建築であり、仙台市の指定文化財となっている。

## 年表

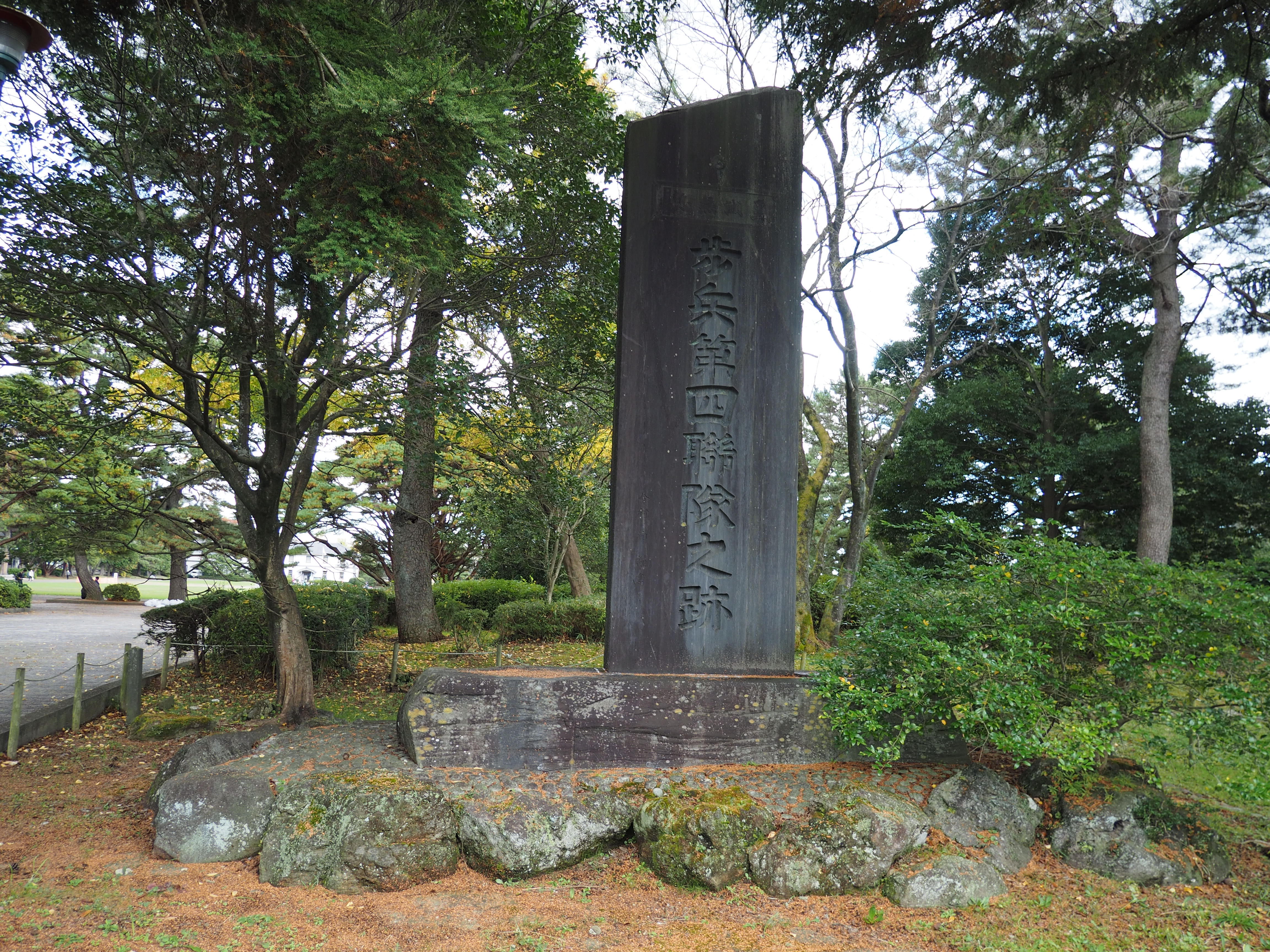
榴ヶ岡公園にある石碑「歩兵第四聯隊之跡」

- 1875年（明治8年）9月9日 - 二番大隊から改組。軍旗拝受
- 1877年（明治10年） - 西南戦争に従軍
- 1894年（明治27年） - 日清戦争に従軍
- 1904年（明治37年） - 日露戦争に従軍
- 1922年（大正11年）6月 - 南樺太守備
- 1931年（昭和6年）4月 - 満洲駐剳、満洲事変にともない長春、寛城子、南嶺、吉林、チチハル、ハルビン、敦化などに転戦
- 1933年（昭和8年）1月 - 帰還
- 1937年（昭和12年）4月 - 満洲駐剳

7月7日 - 日中戦争勃発、チャハル作戦、北部山西作戦に参加
- 1938年（昭和13年） - 徐州会戦
- 1939年（昭和14年） - ノモンハン事件
- 1940年（昭和15年） - 帰還
- 1941年（昭和16年）3月1日 - ジャワ島メラク湾から上陸、同月13日バンドン入城
- 1942年（昭和17年） - ガダルカナル島の戦い
- 1944年（昭和18年）5月7日 - マニラ到着

9月 - ジャワ島東部およびバリ島の守備
- 1944年（昭和19年）3月 - ビルマに転進、ビルマの戦い
- 1945年（昭和20年）8月 - 終戦

## 歴代連隊長
| 代 | 氏名       | 在任期間              | 備考                 |
| -- | ---------- | --------------------- | -------------------- |
| 1  | 永井勝正   | 1875.5.5 -            | 少佐                 |
| 2  | 山地元治   | 1875.12.8 - 1877.3.14 | 中佐                 |
| 3  | 竹下弥三郎 | 1878.1.21 -           | 中佐                 |
| 4  | 大沼渉     | 1878.11.21 -          | 中佐、1882.2.大佐    |
| 5  | 川村景明   | 1882.2.25 -           | 中佐                 |
| 6  | 井関正方   | 1885.5.26 -           | 中佐                 |
| 7  | 仲木之植   | 1886.5.27 - 1896.3.11 | 中佐、1887.4.大佐    |
| 8  | 内藤之厚   | 1896.3.27 - 1897.4.24 |                      |
| 9  | 馬場命英   | 1897.5.11 - 1902.11.7 | 中佐、1900.10.大佐   |
| 10 | 古谷安民   | 1902.11.7 - 1903.3.21 | 中佐、1902.11.15大佐 |
| 11 | 山本信行   | 1903.3.21 -           |                      |
| 12 | 吉田貞     | 1904.7.10 - 8.26      | 中佐、戦死後大佐     |
| 13 | 河内礼蔵   | 1904.8.28 - 1905.3.1  | 中佐、戦傷           |
| 14 | 大島新     | 1905.3.9 - 1906.2.19  | 少佐、中佐昇進       |
| 15 | 河内礼蔵   | 1906.2.19 - 1911.9.6  | 中佐、1907.11.大佐   |
| 16 | 緒方多賀雄 | 1911.9.6 - 1914.8.10  |                      |
| 17 | 菱刈隆     | 1914.8.10 - 1916.4.1  |                      |
| 18 | 富田鶴之助 | 1916.4.1 - 11.15      |                      |
| 19 | 柴山重一   | 1916.11.15 - 1917.8.6 |                      |
| 20 | 奥村拓治   | 1917.8.6 - 1918.7.24  |                      |
| 21 | 三輪秀一   | 1918.7.24 - 1920.2.21 |                      |
| 22 | 伊藤久太郎 | 1920.2.21 -           |                      |
| 23 | 三木宗太郎 | 1923.8.6 -            |                      |
| 24 | 高城荘吉   | 1926.3.2 -            |                      |
| 25 | 大島陸太郎 | 1929.8.1 -            |                      |
| 26 | 森尻伊祐   | 1932.4.11 -           |                      |
| 27 | 石原莞爾   | 1933.8.1 - 1935.8.1   |                      |
| 28 | 鈴木宗作   | 1935.8.1 -            |                      |
| 29 | 酒井直次   | 1937.3.1 -            |                      |
| 30 | 三浦忠次郎 | 1938.7.15 -           |                      |
| 31 | 杉野巌     | 1939.8.1 -            |                      |
| 32 | 福島久作   | 1941.3.1 -            |                      |
| 33 | 中熊直正   | 1942.4.1 - 11.3       | 戦死                 |
| 34 | 鈴木章夫   | 1942.11.16 -          |                      |
| 末 | 一刈勇策   | 1943.6.14 -           |                      |

## リンク
- 仙台市歴史民俗資料館